# Мирослав Чипев
Мирослав Иванов Чипев е български офицер, бригаден адмирал.

## Биография
Роден е на 14 май 1951 г. в София. Завършва Висшето военноморско училище във Варна. На 1 септември 1997 г. е назначен за началник на управление „Материално-техническо осигуряване“ в Гл. щаб на Военноморските сили. До 7 юли 2000 г. е началник на управление „Материално-техническо осигуряване“ в Главния щаб на военноморските сили. На 7 юли 2000 г. е освободен от длъжността началник на управление „Материално-техническо осигуряване“ в Главния щаб на Военноморските сили, назначен за началник на „Оперативно управление“ в Главния щаб на Военноморските сили и удостоен с висше военно звание бригаден адмирал. На 7 декември 2001 г. е освободен от длъжността началник на Оперативното управление в Главния щаб на Военноморските сили и назначен за заместник-началник на Главния щаб на Военноморските сили по ресурсите. На 4 май 2005 г. е освободен от длъжността заместник-началник на Главния щаб на Военноморските сили по ресурсите.

## Военни звания
- Бригаден адмирал (7 юли 2000)